# یوهی تویودا
یوهی تویودا (انگلیسی: Yohei Toyoda؛ زاده ۱۱ آوریل ۱۹۸۵) یک بازیکن فوتبال اهل ژاپن است.
وی همچنین در تیم ملی فوتبال ژاپن بازی کرده‌است.